# Koki Saito
Koki Saito (født 10. august 2001) er en japansk fodboldspiller, som spiller for den japanske fodboldklub Yokohama FC.